# بورخا مارتينيز
بورخا مارتينيز (بالإسبانية: Borja Martínez)‏ (2 مارس 1994 بأليكانتي في إسبانيا - ) هو لاعب كرة قدم إسباني في مركز جناح ‏. لعب مع كولتورال ديبورتيفا ليونيسا ونادي إيركوليس وإسبانيول ب ونادي إيركوليس ب ‏.

## وصلات خارجية
- بورخا مارتينيز على موقع Soccerway.com (الإنجليزية)
- بورخا مارتينيز على موقع AS.com (الإسبانية)